# Cheesesteak
Il cheesesteak, conosciuto anche come Philadelphia cheesesteak, Philly cheesesteak, cheese steak o anche steak and cheese, è un panino inventato dagli italo-americani Pat ed Harry Olivieri negli anni venti del XX secolo, divenuto sinonimo della cucina di strada di Filadelfia, negli Stati Uniti d'America.
Il tipico cheesesteak è a base di carne di manzo rosolata e tritata, formaggio (in genere si utilizzano le sottilette, il provolone e la Cheez Whiz), e altri ingredienti se desiderati. I cheesesteak sono considerati tipici di Filadelfia, ove si servono nei ristoranti e presso i chioschi di cibo.

## Storia
Secondo un catalogo di una mostra pubblicato dalla Library Company of Philadelphia e la Historical Society of Pennsylvania nel 1987, il cheesesteak risale all'inizio del XX secolo, quando qualcuno "abbinò della carne di manzo, cipolle e formaggio sfrigolati in una piccola pagnotta".
Altri attribuiscono l'invenzione del cheesesteak a Pat e Harry Olivieri di Filadelfia che, durante gli anni trenta del Novecento, farcivano del pane Italian roll con la carne cotta e tritata. Non sono chiare le modalità che portarono alla nascita del sandwich. Secondo alcuni, i due fratelli, possedevano un chiosco di hot dog, e decisero di preparare un nuovo panino che conteneva un trito di carne di manzo e cipolle grigliate. Mentre Pat stava mangiando il panino da lui inventato, un tassista di passaggio decise di provarne uno identico per curiosità, e consigliò a lui di non servire più hot dog, ma di fare altri panini con la carne e le cipolle.
I fratelli Olivieri iniziarono pertanto a vendere i nuovi panini nell'Italian Market di South Philadelphia. I sandwich ebbero così successo che, grazie ai ricavi delle vendite, gli Olivieri aprirono il ristorante Pat's King of Steaks nel 1930. Il formaggio venne fatto aggiungere per la prima volta da Joe "Cocky Joe" Lorenza, un manager del Pat's King of Steaks di Ridge Avenue.